# ケネス・ニート
- ケン・ニート

ケネス・ニート（Kenneth Neate, 1914年7月28日 - 1997年6月27日）は、オーストラリア出身のテノール歌手。
ハンター地域セスノックの生まれ。ニューキャッスルでケジー・フレイザーに音楽の手ほどきを受けつつメルボルン大学に進学。シドニーでリュート・ドラモンドとライオネロ・セシルに声楽を学び、ニューサウスウェールズ州の警察官になった後は、地元の警察官で組織する合唱団の団員となった。またアマチュア歌劇団でジャコモ・プッチーニの《蝶々夫人》のピンカートン役やリヒャルト・ヴァーグナーの《ローエングリン》の表題役を歌ったりして経験を積み、1939年にジョン・ブラウンリーに見い出されてニューヨークに行ってエミリオ・デ・ゴゴルツァとエリーザベト・シューマンのレッスンを受けるようになった。また、ロッテ・レーマンの知己を得て、ブルーノ・ヴァルターと知り合い、ヴァルターの勧めでチャールズ・クルマンからも声楽の指導を受けている。1946年にコヴェントガーデン王立歌劇場でヴォルフガング・アマデウス・モーツァルトの《魔笛》のタミーノ役を歌って成功を収め、以後ヨーロッパの主要な歌劇場に客演するようになった。1980年に歌手活動を引退した。
ミュンヘンにて死去。